# Publio Tarutieno Paterno
Publio Tarutieno Paterno (in latino: Publius Tarutienus Paternus; prima del 145 – 186) è stato un diplomatico, generale e scrittore romano autore nel campo del diritto e tattica militare.
Fu segretario ab epistulis latinis di Marco Aurelio dal 171 e incaricato di una missione diplomatica presso il popolo dei Cotini, a nord del Danubio, durante la prima guerra marcomannica. Con l'inizio della seconda fase della guerra marcomannica fu nominato Prefetto del pretorio (178), ricoprendo il ruolo fondamentale nella guerra di comandante in capo dell'esercito imperiale. Ottenne una vittoria determinante ai fini della guerra, battendo una coalizione di popoli barbari (che si presume fosse composta da Marcomanni, Quadi e Naristi), in una battaglia che Cassio Dione racconta, durata un intero giorno.
Tigidio Perenne, divenuto anch'egli prefetto, lo rimosse da questo incarico (182) e gli conferì il rango onorario di ex-console, ma poco dopo Paterno si trovò coinvolto in un complotto contro l'imperatore Commodo, forse costruito su false accuse da parte di Perenne, e fu messo a morte (185/186).